# Marcusenius abadii
Marcusenius abadii es una especie de pez elefante eléctrico en la familia Mormyridae presente en los ríos Níger, Benue y Volta. Es nativa de la Burkina Faso, Ghana, Níger y Togo; puede alcanzar un tamaño aproximado de 400 mm.
Respecto al estado de conservación, se puede indicar que de acuerdo a la IUCN, esta especie puede catalogarse en la categoría «casi amenazado (NT)».